# 贝洛讷
贝洛讷（法語：Bellonne，法語發音：[bɛlɔn]）是法国上法兰西大区加来海峡省的一个市镇，属于阿拉斯区。

## 地理
贝洛讷（50°18'9"N, 3°2'35"E）面积2.03 平方千米，位于法国上法蘭西大區加来海峡省，该省份为法国北部沿海省份，西北濒北海，南至索姆省，东临北部省。
与贝洛讷接壤的市镇（或旧市镇、城区）包括：古伊苏贝洛讷、努瓦耶勒苏贝洛讷、托尔特凯讷、埃斯特雷。

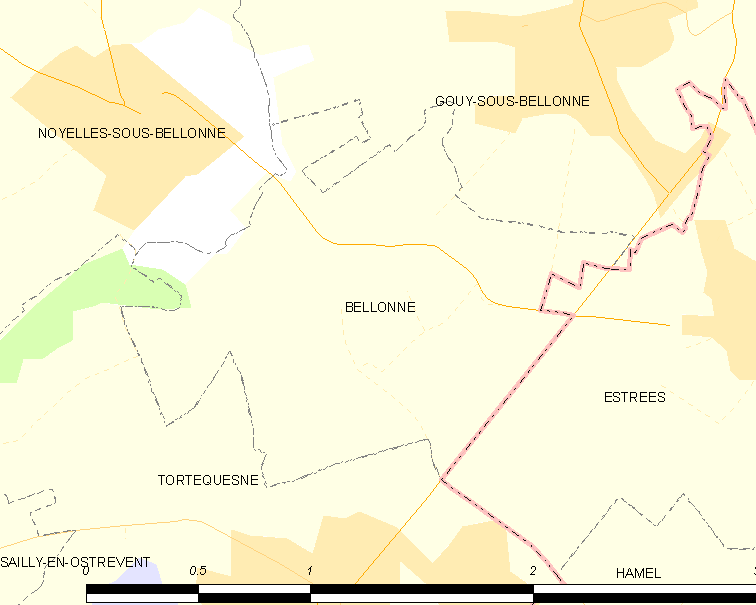
贝洛讷的OSM定位图

贝洛讷的时区为UTC+01:00、UTC+02:00（夏令时）。

## 行政
贝洛讷的邮政编码为62490，INSEE市镇编码为62106。

## 政治
贝洛讷所属的省级选区为布勒比耶尔县。

## 人口

1962-2008年间贝洛讷人口变化图示

贝洛讷于2022年1月1日时的人口数量为213人。